# Tryo (banda chilena)
Tryo es una banda chilena fundada en 1988 en Viña del Mar. De carácter experimental, utiliza elementos musicales del rock progresivo, de la música del mundo, y la música académica contemporánea. Está formada por Ismael Cortez en guitarra y voz, Francisco Cortez en bajo, chelo y voz, y Félix Carbone, en batería y percusión.

## Historia
Ismael Cortez estudió guitarra clásica y Félix Carbone percusión clásica en la Universidad Católica de Santiago, mientras que Francisco Cortez estudió chelo en la Universidad Católica de Valparaíso. El grupo de músicos se perfiló así como una banda señera de la Quinta Región con base en Valparaíso, hasta que la colaboración con el sonidista (y luego mánager) Gonzalo Herrera, profesionalizó el trabajo que hasta ahí había en el laboratorio y en un circuito de música underground. Esta primera etapa de estudios y consolidación del trío fue entre 1984 y 1994.
En el período posterior a ese decenio figura entonces el trabajo inicial de registro de su música a través de sus tres primeros títulos: Tryo (1996), Crudo (1998) y Patrimonio (1999). Fue ahí donde el grupo asentó su lenguaje binario: hard rock progresivo en el anverso y una propuesta de música acústica en el reverso, donde apareció el talento fino de Francisco Cortez, desdoblado al violonchelo y del avanzado manejo de la marimba y el vibráfono de Carbone.
En estos discos, la caras eléctrica acústica se mostraban separadamente, conviviendo en la armonía de los polos opuestos. Y parte de la música de Patrimonio fue compuesta para un video documental destinado a apoyar la nominación de la ciudad de Valparaíso como Patrimonio de la Humanidad. 
Recordadas presentaciones porteñas como teloneros de los grupos sinfónicos y progresivos Yes y Flairck, además de un concierto preliminar del compositor brasileño Hermeto Pascoal, adjudicaron una estatura completamente singular al grupo. Desde 1999 Tryo comenzaría entonces a internacionalizar su carrera.
Ese mismo año, la banda sorprendió al público santiaguino en el primer “Encuentro de Rock de Vanguardia Nacional: Trilogía”, junto a bandas capitalinas como Fulano y Ergo Sum. Vendrán entonces una participación en el festival Baja Prog en México y ya iniciada la década de los años 2000, una gira por Europa. Su cuarto disco, Dos mundos (2002), fue registrado en Los Ángeles, California.
De esta forma y abiertos a la propia mutación, en su quinto disco, Viajes (2005), el grupo se muestra en un formato exclusivamente acústico con la idea de explorar todas las posibilidades de los instrumentos nobles y de las nuevas composiciones para que la música obtuviera resultados inauditos hasta ese instante.
El álbum describe viajes que van desde paisajes bucólicos hasta exploraciones en lo docto contemporáneo. A estas alturas Tryo ya no es un ensamble de cámara encubierto como power trio de rock. Más bien una orquesta hábilmente resumida en un power trio de cámara. Uno de los proyectos de música chilena más importantes y desconocidos del fin de siglo, que inauguró una línea de nuevas agrupaciones roqueras, experimentales y progresivas y acústicas porteñas como Sala del Espejo, Uñas Negras, Umbría en Kalafate, Pequeñas Partículas, Flotante o Verdevioleta.
Durante 2017 y 2018 realizaron una gira en celebración de los 30 años de la agrupación. Como parte de esta gira se presentó en noviembre de 2017 junto a Arlette Jequier y Grupo en el Festival Internacional Valparaíso Progresivo y Fusión (Festival VALPROG).
En abril de 2023 telonearon a la legendaria banda francesa Magma en el Teatro Nescafé de las Artes donde presentaron el adelanto de su nuevo álbum titulado Suramérica.

## Integrantes
- Ismael Cortez, guitarra eléctrica, guitarra acústica y voz (1984 – •).
- Francisco Cortez, bajo, chelo y voz (1984 – •).
- Félix Carbone, batería y percusión (1984 – •).

## Discografía
- Tryo - 1996
- Crudo - 1998
- Patrimonio - 1999
- Dos mundos - 2002
- Viajes - 2005
- Órbitas - 2016
- Ofrenda - 2016
- Antología eléctrica - 2017
- Intersección - 2022
- Suramérica - 2023